# Borborillus lacteipennis
Borborillus lacteipennis är en tvåvingeart som först beskrevs av Malloch 1913.  Borborillus lacteipennis ingår i släktet Borborillus och familjen hoppflugor. Inga underarter finns listade i Catalogue of Life.